# Popocatépetl
Popocatépetl är ett berg och en aktiv vulkan i Mexiko. Den ligger i närheten av huvudstaden Mexico city. På nahuatl betyder popocatéptl det rykande berget, för att det mycket ofta kommer mindre eller större eruptioner av aska och rök från den 5 452 meter höga vulkanen.
1994 upptogs de tidigaste 1500-talsklostren på sluttningarna av Popocatépetl på Unescos världsarvslista.